# 下波莱米季亚
下波莱米季亚（希臘語：Κάτω Πολεμίδια）是賽普勒斯利马索尔区的市镇。根据2011年人口普查，當地人口为22,369人。

## 历史
下波莱米季亚地区自史前时代就有人居住。當地有一個青铜时代晚期的墓地。1986年，下波莱米季亚成為一個市镇。